# Kuhitangia popovii
Kuhitangia popovii là loài thực vật có hoa thuộc họ Cẩm chướng. Loài này được Ovcz. mô tả khoa học đầu tiên.